# 任书田
任书田（1921年—1999年），河南浚县人，中国人民解放军大校。

## 生平
1938年参军，1939年，加入中国共产党。历任宣传员、指导员、教导员、营长、团政委、副师长、师长。1950年时，曾参加伊吾保卫战。
1962年任伊犁军区参谋长、副司令员。1978年6月任新疆军区步校第一副校长、乌鲁木齐陆军学校校长。1982年10月，任新疆军区参谋长。后升任乌鲁木齐军区参谋长。1955年被授予上校军衔，1960年晋升为大校军衔。曾获三级独立自由勋章、二级解放勋章。
1999年9月7日，在乌鲁木齐逝世，享年78岁。